# Aloe ngobitensis
Aloe ngobitensis é uma espécie de liliopsida do gênero Aloe, pertencente à família Asphodelaceae.